# Retraite sportive
Pour les articles homonymes, voir Retraite sportive (homonymie).
Pour un article plus général, voir Sport de haut niveau.

La retraite sportive désigne le moment où un athlète met un terme à sa carrière dans le sport de haut niveau. Contrairement aux retraites professionnelles classiques, qui surviennent en général bien plus tard dans la vie, celle-ci intervient souvent de manière précoce, parfois dès la fin de la vingtaine ou au cours de la trentaine. Il s'agit donc rarement d'un arrêt total d'activité professionnelle, mais plutôt d'un tournant dans la vie de l’athlète, marqué par la nécessité de se réorienter vers d'autres domaines ou projets.

## Caractéristiques
La reconversion des sportifs de haut niveau, qui désigne la transition entre l'arrêt de la pratique sportive et l'accès à une nouvelle occupation, est souvent un moment délicat,. En effet, ces sportifs évoluent dans un monde parallèle à celui de la société classique et peuvent manquer de certaines compétences de la vie quotidienne lorsqu'ils prennent leur retraite. De plus, ils doivent composer avec un corps usé prématurément ou avec des pathologies consécutives à leur pratique. La médiatisation des retraites sportives reste binaire, ne voyant le plus souvent qu'une reconversion réussie ou un échec total.
La reconversion des sportifs de haut niveau, qui correspond à la transition entre l’arrêt de la pratique sportive et l’engagement dans une nouvelle activité, constitue souvent une étape délicate,. En effet, ces athlètes évoluent dans un univers particulier, parfois éloigné des réalités de la société dite « classique », ce qui peut les amener à manquer de certaines compétences utiles dans la vie quotidienne au moment de leur retraite   . Par ailleurs, ils doivent souvent composer avec un corps prématurément usé ou souffrant de pathologies liées à leur pratique intense. La médiatisation de ces retraites reste généralement binaire, mettant en avant soit une reconversion jugée brillante, soit un échec total, sans nuance intermédiaire.
Quitter le terrain, perdre une part de soi
La difficulté de mettre un terme à une carrière sportive ne se limite pas à une simple décision de fin d’activité, mais s’apparente à une véritable crise identitaire. Le sportif de haut niveau évolue souvent dans un monde parallèle à celui de la société classique, comme le souligne l’article « L’arrêt de carrière sportive de haut niveau », ce qui rend sa transition vers une vie « ordinaire » particulièrement délicate. Lorsqu’il s’arrête, l’athlète ne fait pas que quitter un sport : il quitte un rythme, une reconnaissance, un corps performant, et surtout, une identité. Comme le montre le témoignage de Manuela Müller, ancienne championne d’aerials, l’estime de soi est fortement liée au rôle d’athlète. Cette dépendance identitaire est confirmée dans la littérature scientifique, notamment dans l’article « Psychologie du sport », qui explique que plus le volume d’entraînement est élevé, plus le sportif se définit par son rôle d’athlète. Ainsi, lorsque le sport s’arrête, tout vacille : l’environnement change, la reconnaissance disparaît, et le sentiment d’utilité peut s’effriter. Cette peur du vide, ce besoin de reconstruire un quotidien, explique pourquoi de nombreux sportifs reportent sans cesse leur arrêt, malgré la fatigue ou les blessures. L’entourage, bien que souvent bienveillant, peut aussi involontairement entretenir cette pression, rendant l’arrêt encore plus difficile. L’exemple de Simone Biles est particulièrement frappant : après une pause pourtant bien méritée, elle est revenue à la compétition, portée non par l’obligation, mais par la passion – une passion plus forte que la peur du vide ou les sacrifices passés. Cela illustre bien le combat intérieur des sportifs d’élite, qui doivent apprendre à dissocier ce qu’ils font de ce qu’ils sont, afin de pouvoir un jour quitter leur discipline sans se perdre eux-mêmes.

## Difficultés
La retraite est souvent vécue comme une forme de déclassement par rapport au statut prestigieux  d'athlète,même lorsque la reconversion professionnelle peut être considérée comme réussie. Jim Taylor et Bruce Ogilvie ont mis en évidence plusieurs facteurs de risque susceptibles de fragiliser cette transition : une identité athlétique très marquée, l’absence de préparation à la retraite, un faible niveau d’éducation, un manque de soutien social, un arrêt involontaire de la carrière (en raison d’une blessure ou d’un non-renouvellement de contrat), la survenue d’événements personnels difficiles (comme un deuil, un divorce ou un licenciement), ainsi qu’une mauvaise gestion psychologique du changement de statut,.
Le retour à un certain anonymat peut s’avérer particulièrement éprouvant, et plusieurs modèles théoriques ont tenté de décrire ces difficultés. Les premiers modèles décrivent l’arrêt de la carrière sportive comme une véritable dévastation identitaire, marquée par un sentiment d’inutilité comparable à celui ressenti lors d’une retraite professionnelle classique, voire par une forme de mort sociale. D’autres approches proposent une vision plus nuancée, en insistant sur la possibilité d’une transition progressive, marquée par l’adoption de nouveaux rôles sociaux. Le modèle de Taylor et Ogilvie, plus complet, détaille les différentes étapes du processus de retrait du sport et identifie à nouveau des facteurs de vulnérabilité comme ceux mentionnés précédemment : forte identification au rôle d’athlète, absence de préparation, faibles ressources éducatives, manque de soutien, arrêt brutal ou forcé, événements de vie perturbateurs et stratégies d’adaptation inappropriées,.

## Transition et perte d’identité chez les athlètes
Lorsque les sportifs d'élite prennent la décision d'arrêter leur carrière, il existe une difficulté psychologique souvent sous-estimée : la perte d'identité. L'arrêt du sport de haut niveau entraîne non seulement un changement de mode de vie, mais aussi une remise en question profonde du soi. En effet, après des années à se consacrer corps et âme à leur discipline, le sportif se trouve souvent confronté à une question existentielle : “Que vais-je devenir sans mon sport ?” Cela rejoint la notion d'identité athlétique, où l’athlète définit sa valeur à travers ses performances. Manuela Müller, ancienne championne d'aerials, exprime bien cette situation : “Je n’étais plus que Manuela l’athlète; je me définissais principalement par les attributs et compétences inhérents à ce rôle.”
Cette perte d'identité n'est pas seulement liée à un vide physique, mais aussi émotionnel et social. Comme le souligne Ben Crowe, préparateur mental, un athlète doit veiller à ne pas confondre ce qu’il fait avec ce qu’il est réellement. L’arrêt de la carrière sportive peut ainsi être perçu comme une « dévastation » de soi, car le sportif n’a souvent pas anticipé le vide qu’il ressentira après avoir arrêté de se définir par sa pratique.
L’entourage joue également un rôle majeur dans cette transition. Le regard extérieur, les attentes des proches et la reconnaissance obtenue à travers les performances peuvent rendre la décision d’arrêter encore plus difficile. L’athlète ne veut pas seulement décevoir ses proches, il redoute aussi de perdre leur admiration et leur fierté.
Prenons l’exemple de Simone Biles, la gymnaste la plus médaillée de tous les temps. Après avoir tout remporté, elle a fait une pause suite à la pression mentale ressentie lors des Jeux olympiques de Tokyo. Cependant, après une année de thérapie et de travail sur elle-même, elle a décidé de revenir. Son retour montre que, malgré le poids des attentes et des sacrifices, la passion et le défi peuvent reprendre le dessus, même après une pause. Elle déclare : “Aujourd’hui je suis plus mature, personne ne me force à faire des choses. J’ai moins de pression.”
Cet exemple souligne l’importance de la santé mentale dans la transition après la carrière sportive. Le défi consiste non seulement à gérer la pression extérieure, mais aussi à reconstruire une identité qui ne soit pas uniquement définie par la performance sportive.

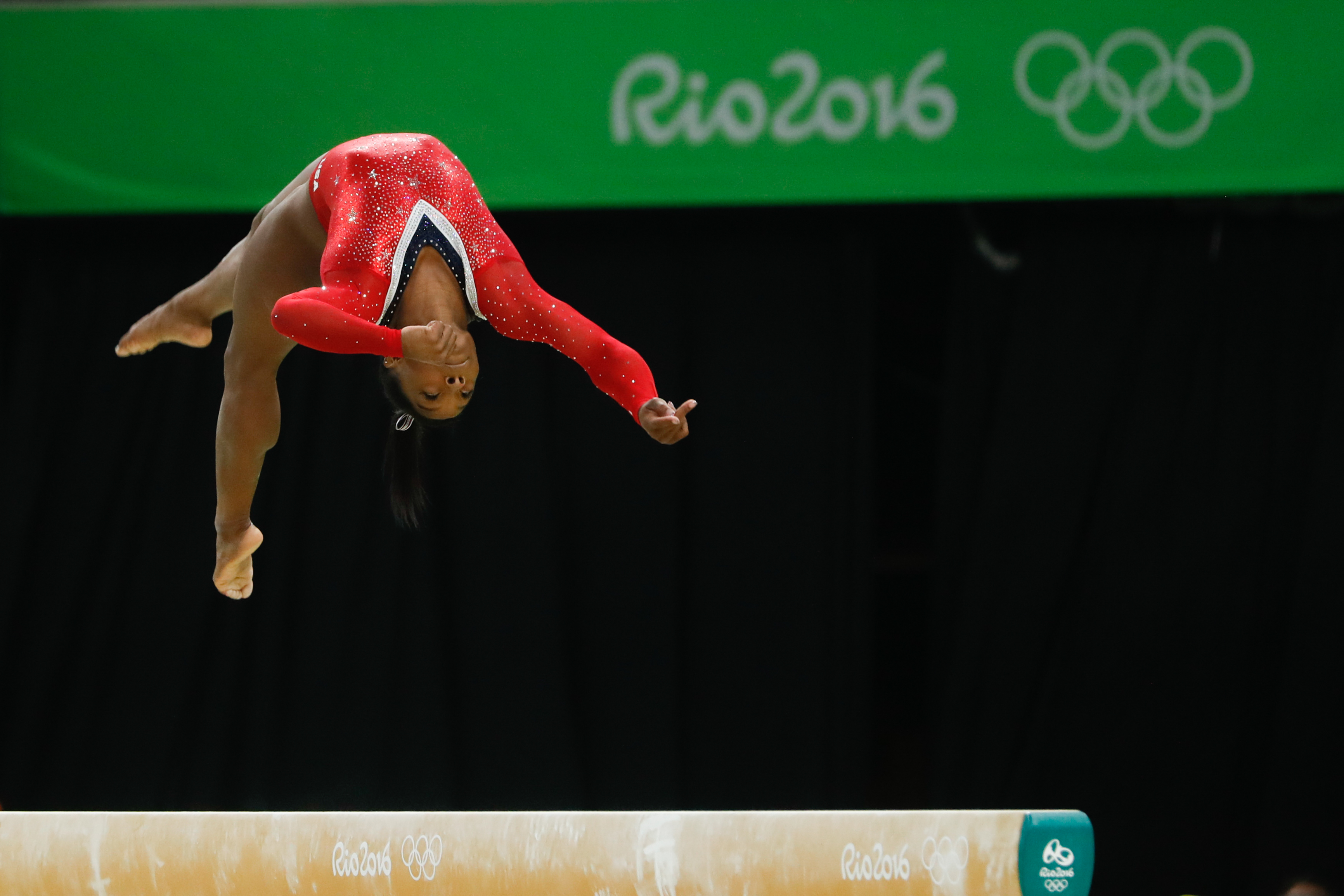
Simone Biles aux jeux Olympiques de Rio 2016

## Types de reconversion
Quatre grands profils de sportifs de haut niveau se préparant à la retraite se dégagent. Les premiers, attentistes, espèrent que le réseau de leur milieu les aidera. Les opportunistes accumulent des ressources en vue d'une reconversion future, sans projet précis. Les experts mobilisent leur vécu dans le milieu sportif, et les entrepreneurs accumulent les ressources comme les opportunistes, mais dans le but de réaliser un projet précis qui leur assurera un bon niveau de vie. Selon le sport pratiqué et son économie, les sportifs de haut niveau peuvent se reconvertir dans un domaine proche (carrière d'entraîneur dans 46,3 % des cas des personnes reconverties dans le sport, journalisme sportif) ou faire une activité complètement différente, bien qu'il soit rare que les anciens sportifs de haut niveau quittent leur domaine,. D'autres personnes deviennent consultantes dans le monde de l'entreprise pour parler de leurs performances et de compétences utiles dans le monde managérial, comme la gestion du stress.

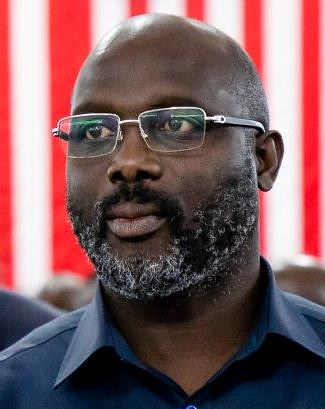
George Weah, premier Africain à obtenir le Ballon d'or, devient plus tard président du Liberia.

Les sportifs de haut niveau à la retraite peuvent se servir de leur notoriété pour se lancer dans des carrières artistiques, par exemple le cinéma comme Éric Cantona ou la musique comme Yannick Noah. Une autre piste, relativement rare, est une reconversion dans la politique. Il est commun pour les athlètes de s'engager pour des causes politiques qui leur tiennent à cœur ; c'est parfois la cause de leur retraite sportive imposée, comme pour Colin Kaepernick. Il est plus rare de les voir intégrer la politique électorale. Pelé ou David Douillet, ministres des sports, évoquent l'importance de leur pays à leurs yeux plutôt qu'une vocation politicienne, tandis que George Weah, premier Africain à obtenir le ballon d'or, devient président du Libéria après l'élection présidentielle libérienne de 2017. La liste d'athlètes de haut niveau devenus parlementaires inclut le député Ari Vatanen ou la sénatrice Chantal Petitclerc.

## Les blessures: entre passion, souffrance et l’impossibilité d’arrêter
Dans le sport d’élite, les blessures et la passion s’entrelacent souvent de manière complexe. L’athlète, animé par une obsession de la performance et une volonté de surpasser ses limites, peut parfois ignorer les signaux de son corps, poussant son esprit et son corps à leurs extrêmes. La douleur devient alors une compagne constante, parfois acceptée comme un mal nécessaire, parfois étouffée par l’adrénaline et les endorphines sécrétées lors de l’effort. C’est dans cet état que de nombreux sportifs continuent à s’entraîner malgré des blessures graves, convaincus que l’objectif, la compétition, et leur passion justifient la souffrance. Comme le soulignent les témoignages de gymnastes telles qu’Élodie Lussac ou Kerri Strug,le corps, nourri par l’adrénaline et la pression, peut sembler capable de surpasser les douleurs pendant les performances, mais ces dernières finissent toujours par ressurgir une fois l’euphorie dissipée,.
Cependant, ce phénomène de "passion sacrificielle" peut amener un point de rupture. Lorsqu’une blessure devient trop grave pour être ignorée, l'athlète se trouve alors confronté à un dilemme : s’arrêter ou risquer de compromettre définitivement sa carrière. Le lien entre passion et douleur atteint son apogée lorsque l’athlète, incapable de se retirer face à la souffrance, se trouve contraint à un arrêt brutal. Cet arrêt, bien souvent, n’est pas choisi, mais imposé par une blessure grave, et il marque une rupture douloureuse. Les sportifs d’élite, habitués à un rythme intense et à une vie tournée vers la performance, sont souvent pris de plein fouet par la dépression et le vide une fois que la pratique s’arrête. La passion qui les a animés toute leur carrière se transforme alors en un manque profond, à l’image d’une dépendance. Comme le souligne mon propre témoignage, l’arrêt du sport, même temporaire, est vécu comme un traumatisme, un vide difficile à combler. Il ne s’agit pas simplement de faire une pause, mais de se retrouver face à l’incapacité de continuer un chemin déjà tracé. Cela peut mener, dans certains cas, à une remise en question totale de l’identité de l’athlète, qui, ne sachant plus comment vivre en dehors de son sport, plonge dans un tourbillon de doutes. La douleur n’est donc pas seulement physique ; elle devient psychologique, soulignant l’impossibilité de se détacher de cette passion qui, à force de sacrifices, finit par se retourner contre celui qui l’a nourrie.

## Manque d'engagement des fédérations sportives
Les fédérations s'intéressent souvent peu aux sportifs retraités, les perdant rapidement de vue. En France, les sportifs amateurs ne cotisent pas pour leur retraite.

## L'endorphine et l'addiction au sport: un facteur aggravant pour la retraite sportive
L’endorphine, souvent surnommée “l’hormone du bonheur”, joue un rôle crucial dans la pratique sportive en générant des effets positifs sur le corps et l’esprit des athlètes. Elle aide non seulement à gérer la douleur physique, mais aussi à diminuer le stress, apportant ainsi une sensation de bien-être qui peut devenir un moteur puissant pour les sportifs. Cela peut expliquer en partie pourquoi de nombreux athlètes d’élite, malgré la douleur, les blessures et la pression, continuent à s’entraîner intensivement pendant des années. Cette dépendance physiologique à l’endorphine rend le sport pratiqué de manière excessive presque impossible à arrêter. Le plaisir procuré par la sécrétion de cette hormone agit comme un véritable accrocheur, rendant la perspective de l'abandon de la pratique sportive particulièrement difficile.
Cependant, l’arrêt du sport de haut niveau, avec la disparition des effets de l’endorphine, peut entraîner des conséquences dramatiques. Le sportif se retrouve alors privé de la sensation de bien-être liée à l'activité physique intense. Cela peut créer un vide psychologique et une sorte de “manque”, similaire à celui observé dans les dépendances à d’autres substances, comme la drogue. Les athlètes, dont le corps et l'esprit étaient habitués à ce flux constant d'endorphines, peuvent être confrontés à des sentiments de dépression, d’anxiété ou de perte de repères après l’arrêt. Ainsi, la transition vers la retraite sportive, marquée par l’absence de ces sensations euphorisantes, peut être plus difficile qu’anticipé, rendant la reconversion encore plus complexe.
De plus, l’endorphine étant également impliquée dans la gestion de la douleur et du stress, son absence après la fin de la carrière sportive peut rendre difficile la gestion des blessures persistantes ou des douleurs chroniques accumulées au fil des années. Les athlètes, dont la tolérance à la douleur était souvent amplifiée par l’action de cette hormone, peuvent éprouver une sensation accrue de souffrance, tant physique que psychologique, une fois cette “protection” naturelle disparue

## Conclusion
La retraite sportive ne se limite pas à la fin d’une carrière : elle marque un tournant existentiel, un passage souvent douloureux entre deux identités. Derrière les projecteurs, la gloire et les performances, se cachent des doutes profonds, une fatigue accumulée, et une peur du vide bien réelle. Quitter le sport de haut niveau, c’est faire le deuil d’un mode de vie, mais aussi s’ouvrir à la possibilité d’une renaissance. À condition d’être préparé, entouré, et reconnu non plus seulement pour ses exploits, mais pour sa personne tout entière. Le défi est immense, mais il peut être le point de départ d’un nouvel équilibre, où passion, transmission et épanouissement trouvent enfin leur juste place.